# Tortosa
Tortosa (katalanskt uttal: [toɾˈtoza], spanskt uttal: [toɾˈtosa]) är en stad och kommun i provinsen Tarragona i den autonoma regionen Katalonien i sydöstra Spanien. Staden ligger vid floden Ebro, cirka 70,5 kilometer sydväst om Tarragona. Kommunen har 35 265 invånare (2024), på en yta av 219,13 km².
Staden är ett biskopssäte, och har en gotisk katedral från 1300-talet.

## Historia
Under romartiden fanns på platsen en stad som hette Dertosa, som under den moriska tiden var en viktig gränsstad för Kalifatet Córdoba. Under en tid var Tortosa huvudstad i ett litet moriskt kungadöme. Ramon Berenguer IV av Barcelona erövrade staden år 1148. 1810 utsattes staden för en långvarig och hård belägring där den uppvisade stor tapperhet i försvaret. Under slutet av 1800-talet var den känd som fiske- och handelsstad. Staden skadades svårt under det spanska inbördeskriget, men är senare delvis restaurerad.

## Näringsliv
I Tortosa finns kemiska och farmaceutiska fabriker, samt cement-, textil- och livsmedelsindustri. På slättlandet söder och öster om staden odlas ris, citrusfrukter och oliver, och i staden produceras olivolja.

## Museer
- Museu de la Catedral de Santa María (romersk-katolsk katedral i Tortosa)
- Museu de Tortosa

## Kända personer från Tortosa
- Felipe Pedrell, tonsättare
- Ramón Cabrera, general
- Agustín Querol, skulptör